# Potůčky
Potůčky (německy Breitenbach) jsou obec v okrese Karlovy Vary v Karlovarském kraji. Žije v ní 427 obyvatel. Vesnice leží na státní hranici v těsném sousedství německého města Johanngeorgenstadt a je přiřazována k městům a obcím rozdělených česko-saskou hranicí.

## Název
Původní německý název Breitenbach byl odvozen ze spojení „Dorf am breiten Bach“ (tj. ves nad širokým potokem). V historických pramenech se název objevuje ve tvarech: Brayttenpach (1654) a Breitenbach (1785).

## Historie
Oblast kolem obce kolísala v 15. a 16. století mezi Čechami a Saskem. Do roku 1459 ji držel král Jiří z Poděbrad. Ten ji postoupil jako věno své dcery Zdenky saskému kurfiřtovi Albrechtu I. Území od Potůčků až po Boží Dar se stává součástí saského schwarzenberského panství. Faktickými držiteli panství však již od roku 1425 byli páni z Tetova, kteří je v roce 1533 prodali saskému kurfiřtovi Johannu Friedrichovi. Přesný průběh hranice v tehdy téměř liduprázdném pohraničním pralese nikoho moc nezajímal až do doby, kdy zde byla objevena bohatá ložiska rud. Místní krajinu tak začali osidlovat horníci z blízkého Saska. Oblast získal podle pražské dohody ze 14. října 1546 Ferdinand I. Habsburský a ta stala opět součástí Českého království. Státní hranice se tak posunula do míst, kudy probíhá dodnes. Z někdejší hranice mezi Čechami a Saskem se stala vnitrostátní hranice, oddělující panství Šliků od jáchymovského lesního panství. Tato historická hranice probíhala od Božího Daru k Ryžovně a přes Bludnou až k Hřebečné, odtud do Horní Blatné a Potůčků. V době pobělohorské došlo k tvrdé rekatolizaci a převážně protestantské obyvatelstvo se nechtělo přizpůsobit tvrdé rekatolizaci. Proto města v Krušných horách opustilo a usazovalo se na saské straně, část protestantů se usadila přímo na zemské hranici v místech dnešních Potůčků.
První písemná zmínka o vesnici pochází z roku 1654 a nachází se v berní rule. Roku 1948 byla vesnice přejmenována na Potůčky. V roce 1911 byla dokončena stavba kostela Navštívení Panny Marie, který byl roku 1993 prohlášen za kulturní památku. Na stavbu kostela navázala rozsáhlá výstavba v následujících letech.

### Hornictví
V okolí Potůčků se těžily především rudy cínu, stříbra, železná ruda hematit, rudy kobaltu a rudy bismutu. Po druhé světové válce pak uranové rudy. Počátky těžby rud nejsou známé, ale první zmínka o dolování cínu pochází z roku 1380, kdy se cín získával v okolí zaniklé osady Pískovec, vzdálené východně od Potůčků asi 2,5 km. Jeden z dolů je přitom uváděn jako opuštěný, a musel být tudíž ještě staršího data.
Nejpozději koncem 16. století se začala rozvíjet důlní činnost těžbou rud stříbra a kobaltu. Začaly vznikat nové doly, tavírny a úpravny rud. V místě dnešní obce vznikl roku 1570 mlýn na zpracování rud kobaltu, ze kterých se vyráběly modré kobaltové barvy na barvení skla a keramiky.
Jednotlivé typy zrudnění se vyskytují převážně samostatně, jenom někdy jsou těsně prostorově propojené. Těžbu stříbrných a kobaltových rud vystřídala v druhé polovině 19. století těžba bismutu, která přinesla krátké oživení dolů. Dobývání probíhalo převážně nad pravým břehem říčky Černé. Nejblíž k Potůčkům byly zastiženy bismutové žíly dolem Anna – Michael. V jejím dobývacím prostoru byla koncem 50. let 20. století ražena průzkumná štola na radioaktivní suroviny. Výsledky průzkumu však byly negativní. K významnější otvírce Ag-Bi žil v prostoru důlního pole Anna – Michael došlo až v druhé polovině 19. století. Revír v katastru bývalé osady Pila byl otevřen štolou Rudolf a výše položenými štolami Michaeli. Bismutová ruda byla na místě upravována ve stoupovně a vycezovací huti a produkt byl prodáván do Johanngeorgenstadtu. Doly byly na svoji dobu dobře technicky vybavené, ve štole Rudolf byl osazen ventilátor se zinkovými lutnami, kolejová doprava a zavedeno strojní vrtání. Před ústím štoly byla kromě provozní budovy postavena v roce 1901 i moderní gravitační úpravna. Bohatá rudnina byla drcena na sucho v kulovém mlýnu a posléze plněna do pytlů. Chudší ruda byla v této úpravně drcena na mokro v kulovém mlýnu a potom šla na nátřasný splav. Získaný bismutový šlich byl vysoušen a dáván do sudů. Úpravna byla schopna zpracovat až 2 tuny bohaté rudy za den a 3 tuny stoupové rudy za 10 hodin. Provoz úpravny byl udržován ve dne i v noci.
Historicky nejvýznamnějším Ag-Bi-Co dolem v údolí Černé byl důlní komplex Boží požehnání (Segen Gottes Zeche) v katastru bývalé osady Háje. Dolování probíhala na svazích vrchu Čupřina (948 m) a první důlní díla zde byla zakládána nejpozději v druhé polovině 16. století, a to na severovýchodním svahu Čupřiny podél cesty z Hájů do Podlesí.
Po druhé světové válce byly krátce obnoveny staré doly v údolí Černé a těžily se v nich nevelké zásoby uranu. Tím se začala psát nová těžební etapa, kdy od roku 1946 začal na obou stranách hranice probíhat intenzivní průzkum na radioaktivní suroviny. Na české straně lze toto období rozdělit na průzkum a těžbu uranových rud národním podnikem Jáchymovské doly v období let 1946–1950. V letech 1951–1953 probíhal i průzkum a těžba rud Bi-Co-Ni podnikem Západočeské rudné doly. V letech 1954–1957 se prováděl z německé strany průzkum a těžba uranových rud sovětsko-německou společností Wismut SDAG a v letech 1956–1959 to byl průzkum a těžba uranových rud národním podnikem Jáchymovské doly ve východní a jižní části revíru. Nejprve se v období do roku 1950 provedly revize většiny hlavních starých důlních děl a také povrchový, vrtný a radiometrický průzkum. Poté byla vyražena štola 1. květen a nad ní úklonná jáma Květen. Hlavní šachtou se však stala prohloubená stará jáma Magdalena přímo v obci. Důlní práce se částečně vedly i do Německa a rovněž tak některé práce provedené do roku 1949 zasáhlo z Johanngeorgenstadtu do Potůčků. Jáchymovské doly vytěžily do roku 1950 veškeré uranové zrudnění ve starých pilířích i na netknutých žilách do hloubky třetího patra. Množství získaného uranu bylo nízké, nepřekročilo dvacet tun. V dolech pracovali i němečtí zajatci, pro něž byl zřízen malý pracovní tábor v obecním domě č. 42 a po odchodu zajatců tábor zanikl. Uranová ruda se zpracovávala v nově vybudované úpravně, přebudované u provozu bývalé slévárny.
V letech 1956–1959 pak byl Jáchymovskými doly otevřen důl Princ Evžen ve východní části revíru. Ve Stráni jižně od Potůčků proběhl v letech 1953–1959 neúspěšný průzkum pomocí báňských děl do hloubky 100 m, hlubší partie zde byly vytěženy ze saské strany. Nad Hraničním potokem byla vyražena štola Mír a stejnojmenná 63 m hluboká šachta. Množství uranu získaného v tomto období je odhadováno na 138,5 tun, z čehož naprostá většina připadla na důl Princ Evžen. Spolu s předchozími obdobími tak v Potůčkách bylo získáno kolem 350 tun uranu.
Po průzkumu Co-Bi-Ni rud Západočeskými rudnými doly byla zahájena těžba rud v centrální části revíru na jámě Magdalena a Slovanka. V roce 1953, nebo nejpozději v první polovině roku 1954, byla veškerá činnost na ložisku ukončena a o jejím objemu se nedochovaly žádné zprávy. Revír byl předán společnosti SDAG Wismut, která v letech 1954–1958 prozkoumala a vydobyla hlubší partie ložiska z německé strany.

### Plavecký bazén
Dne 8. srpna 2017 proběhlo místní referendum o znovuotevření bazénu, který provozovala obec do konce roku 2015. Referendum bylo platné a většina hlasujících se vyslovila pro znovuotevření. Krytý bazén provozovala obec Potůčky v letech 1997–2015, během kterých provozní ztráta dosáhla 43 milionů korun.
Vzhledem k výsledku referenda byla obec povinna zajistit znovuotevření krytého bazénu, nicméně nechtěla bazén provozovat sama, a proto ho nabídla k pronájmu za symbolickou jednu korunu ročně, a na dobu minimálně pěti let. Podmínkou pronájmu byla rekonstrukce objektu na náklady provozovatele. Ty byly odhadnuty na přibližně deset milionů korun.
Žádný zájemce, který by chtěl bazén provozovat se nenašel. Vedení obce proto chtělo na místě bazénu postavit multifunkční halu, v rámci které se počítalo s odstraněním bazénu před začátkem stavby. Proti tomu se však ohradilo Ministerstvo vnitra s odkazem na výsledek referenda, který je pro obec závazný.

## Obyvatelstvo
Okolo roku 1850 žilo na území obce kolem 1 100 obyvatel a v roce 1890 o 300 více.
Při sčítání lidu v roce 1921 zde žilo 538 obyvatel (z toho 266 mužů), z nichž bylo 23 Čechoslováků, 489 Němců a 26 cizinců. Většina jich byla římskými katolíky, ale 25 jich patřilo k evangelickým církvím, jeden člověk k církvi československé a jeden k izraelské. Podle sčítání lidu z roku 1930 měla vesnice 778 obyvatel: 51 Čechoslováků, 680 Němců a 47 cizinců. Kromě 709 členů římskokatolické církve zde žilo 56 evangelíků, čtyři členové církve československé a devět lidí bez vyznání.
| Rok            | 1869 | 1880  | 1890  | 1900  | 1910  | 1921  | 1930  | 1950 | 1961 | 1970 | 1980 | 1991 | 2001 | 2011 | 2021 |
| -------------- | ---- | ----- | ----- | ----- | ----- | ----- | ----- | ---- | ---- | ---- | ---- | ---- | ---- | ---- | ---- |
| Počet obyvatel | 948  | 1 094 | 1 223 | 1 163 | 1 294 | 1 205 | 1 480 | 321  | 291  | 358  | 343  | 327  | 357  | 436  | 351  |
| Počet domů     | 110  | 130   | 136   | 149   | 152   | 152   | 192   | 208  | 62   | 45   | 47   | 54   | 62   | 66   | 70   |

| Rok            | 1869  | 1880  | 1890  | 1900  | 1910  | 1921  | 1930  | 1950 | 1961 | 1970 | 1980 | 1991 | 2001 | 2011 | 2021 |
| -------------- | ----- | ----- | ----- | ----- | ----- | ----- | ----- | ---- | ---- | ---- | ---- | ---- | ---- | ---- | ---- |
| Počet obyvatel | 1 098 | 1 272 | 1 387 | 1 403 | 1 560 | 1 425 | 1 692 | 409  | 341  | 407  | 359  | 344  | 369  | 470  | 394  |
| Počet domů     | 130   | 153   | 160   | 176   | 179   | 178   | 219   | 231  | 62   | 56   | 51   | 60   | 65   | 78   | 84   |

## Obecní správa

### Části obce
Obec se dělí na části Potůčky a Stráň. Obě stojí v katastrálním území Potůčky o rozloze 32 km², ve kterém se nachází také částečně zaniklá osada Podlesí. V údolí řeky Černé stávaly zaniklé vesnice Pila, Pískovec, Luhy a Háje.

### Obecní symboly
Znak a vlajka byly obci uděleny rozhodnutím předsedy Poslanecké sněmovny Parlamentu České republiky dne 26. listopadu 1999.

## Doprava
Z Karlových Varů vede do Potůčků až na česko-německou hranici a dále do saského Johanngeorgenstadtu 46 km dlouhá železniční trať Karlovy Vary – Johanngeorgenstadt, na které se nachází zastávka Potůčky. Provoz na trati horským terénem Krušných hor byl zahájen v květnu 1898. Po druhé světové válce byl úsek z Potůčků do Johanngeorgenstadtu zastaven a obnoven až v roce 1991.
Po otevření hranic po sametové revoluci byl přímo v obci otevřen hraniční přechod do Německa, nejprve pouze pro pěší, od ledna 2008 i pro osobní automobily.

## Pamětihodnosti
- Kostel Navštívení Panny Marie/svaté Anny z roku 1911 projektoval architekt Karl Mattusch.[8]
- Blatenský vrch s rozhlednou
- Přírodní památka Vlčí jámy
- Blatenský vodní příkop
- Do katastrálního území Potůčky zasahuje část evropsky významné lokality Krušnohorské plató a ptačí oblasti Západní Krušné hory.

## Galerie

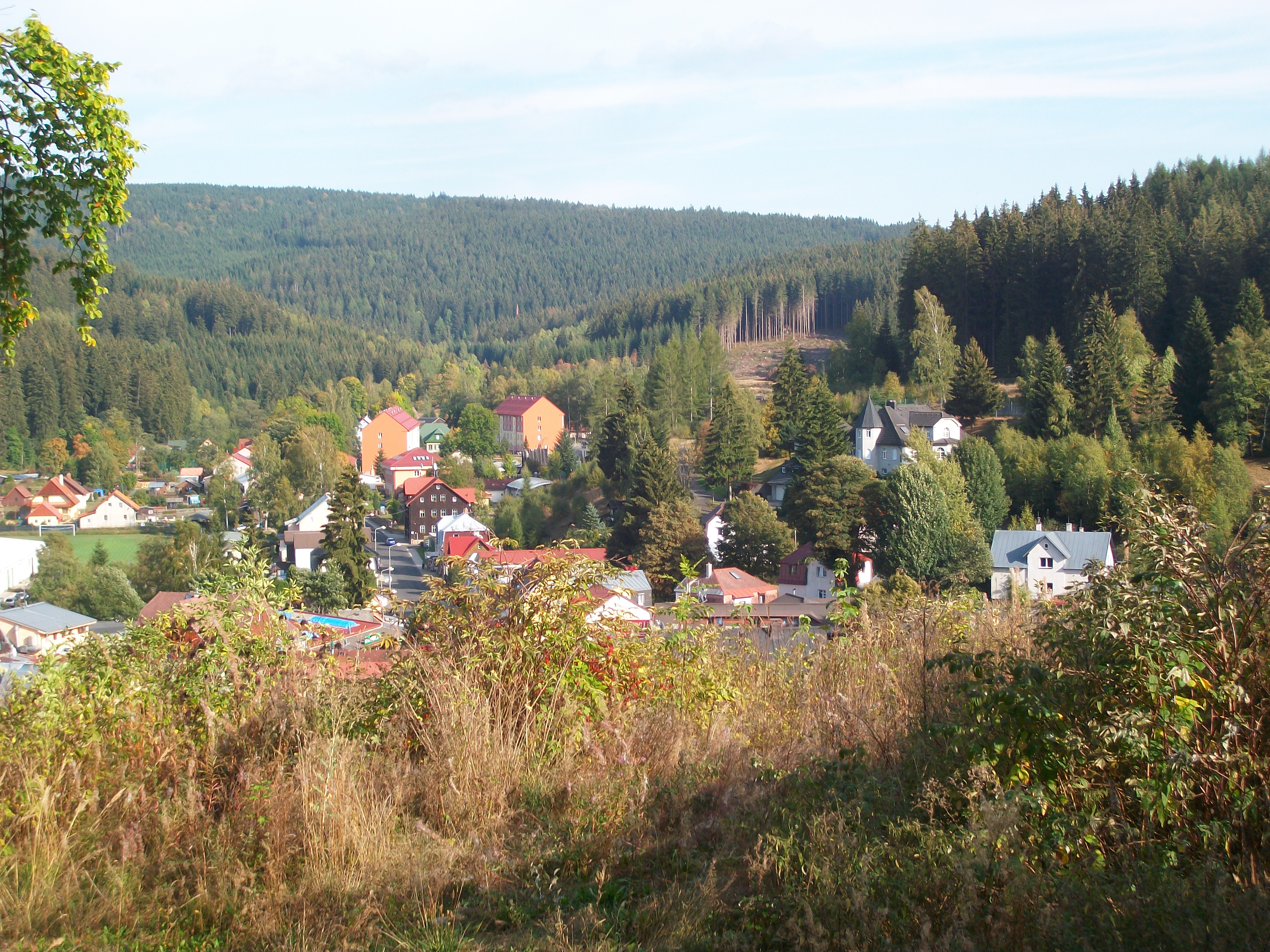
Pohled na Potůčky z Johanngeorgenstadtu
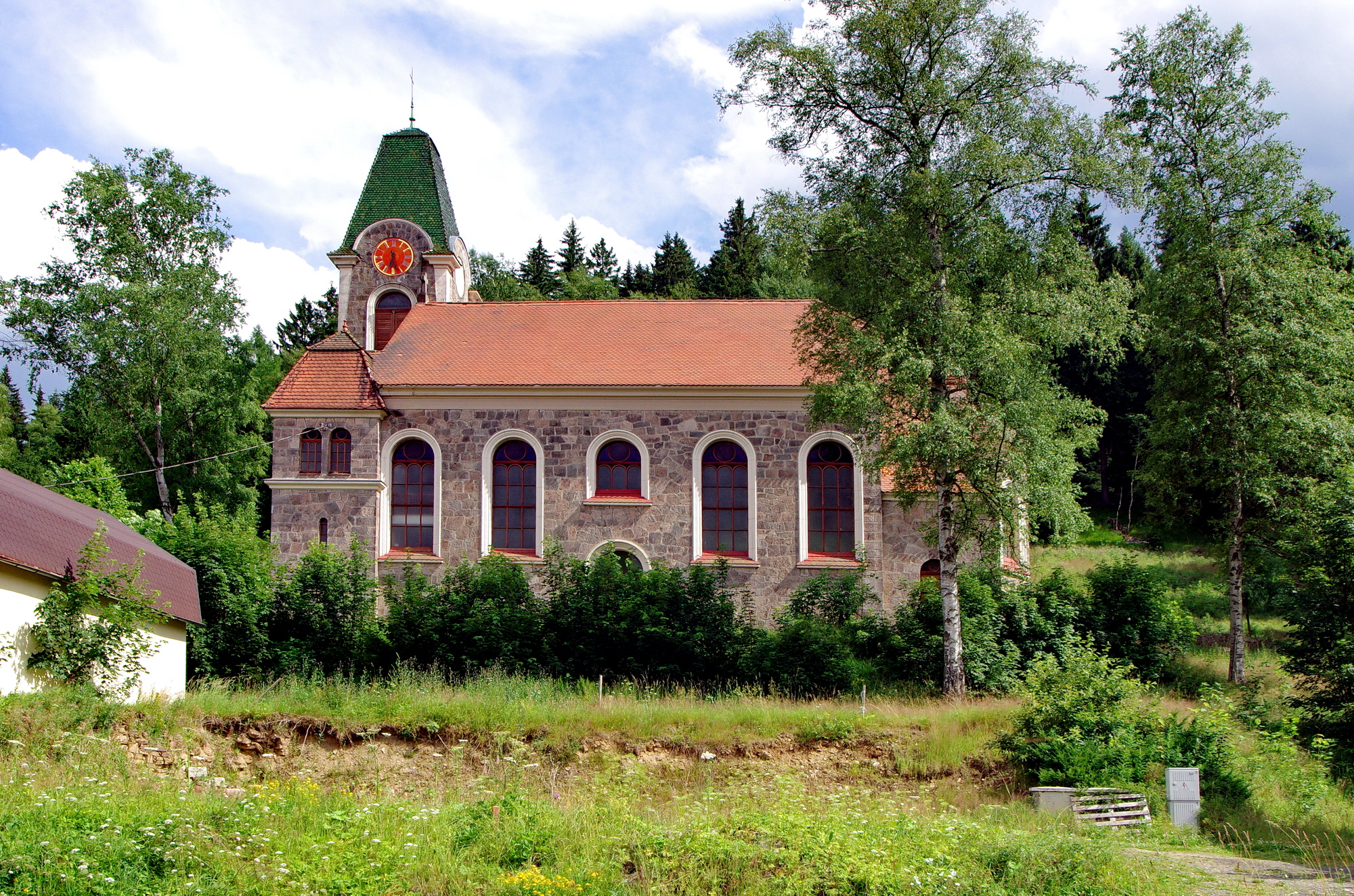
Kostel Navštívení Panny Marie
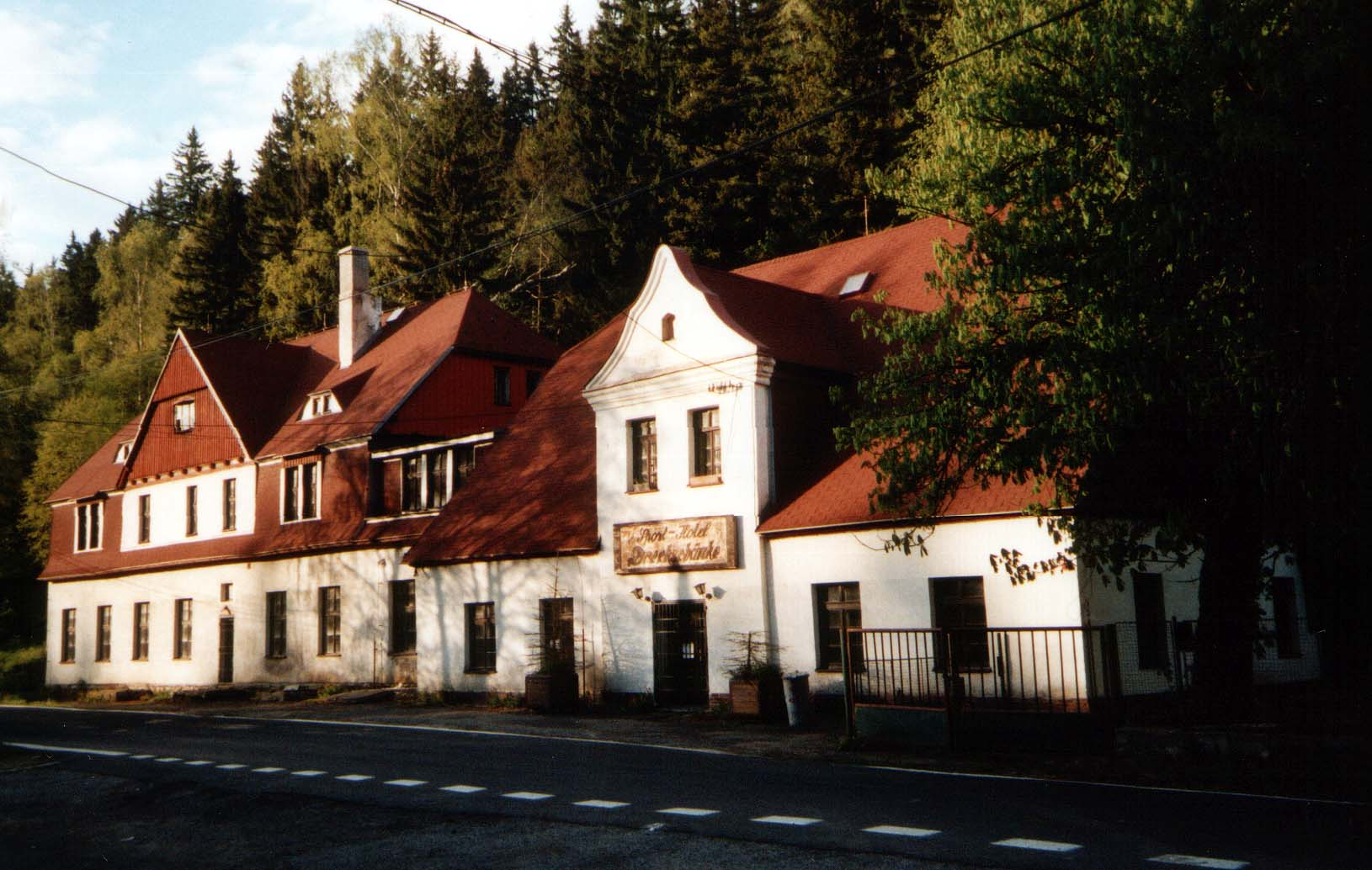
Někdejší hostinec Dreckschänke zvěčnil ve své písničce z roku 1904 Anton Günther.
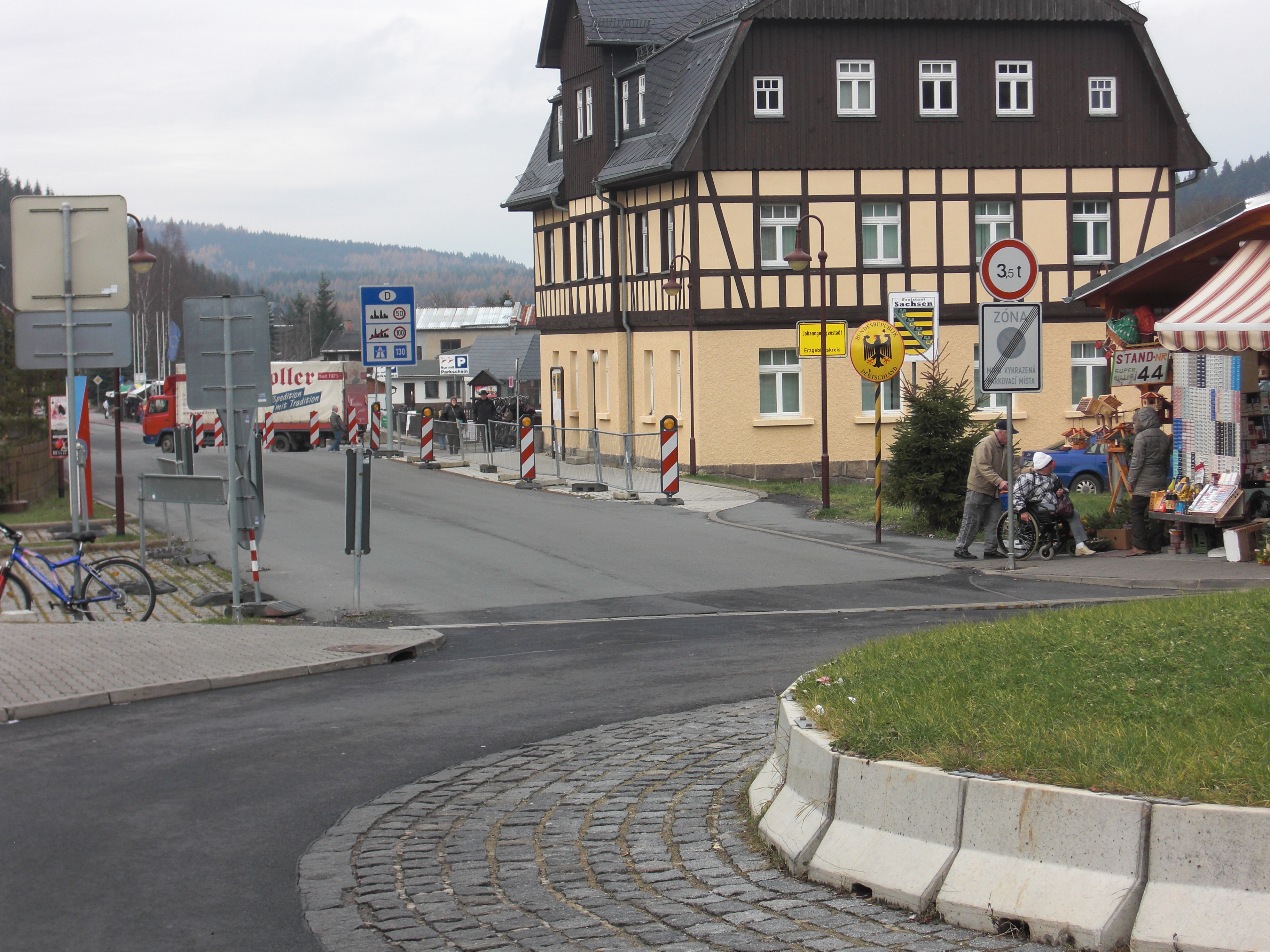
Hraniční přechod
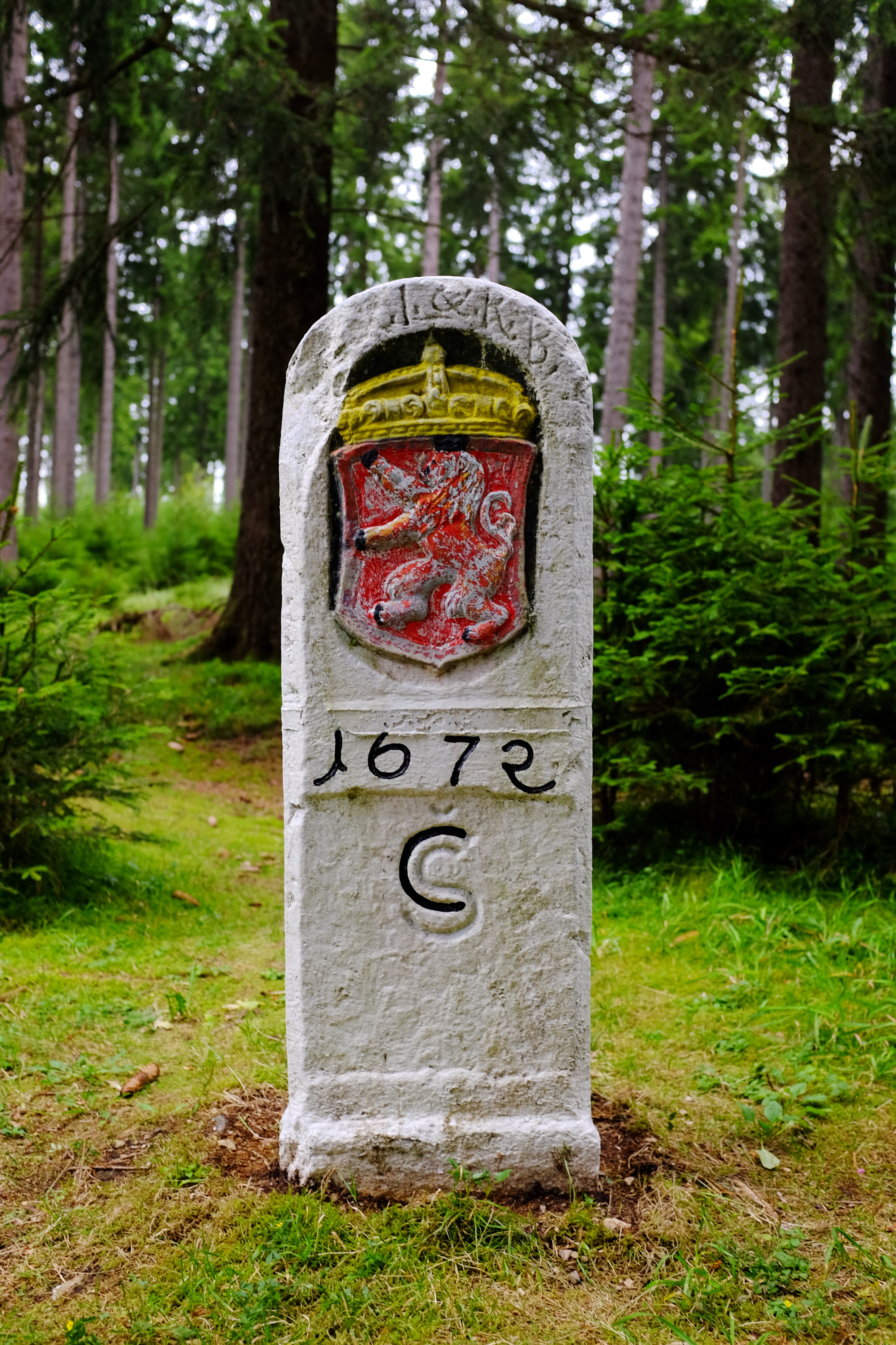
Hraniční kámen na česko-saské hranici na vrchu Rudná
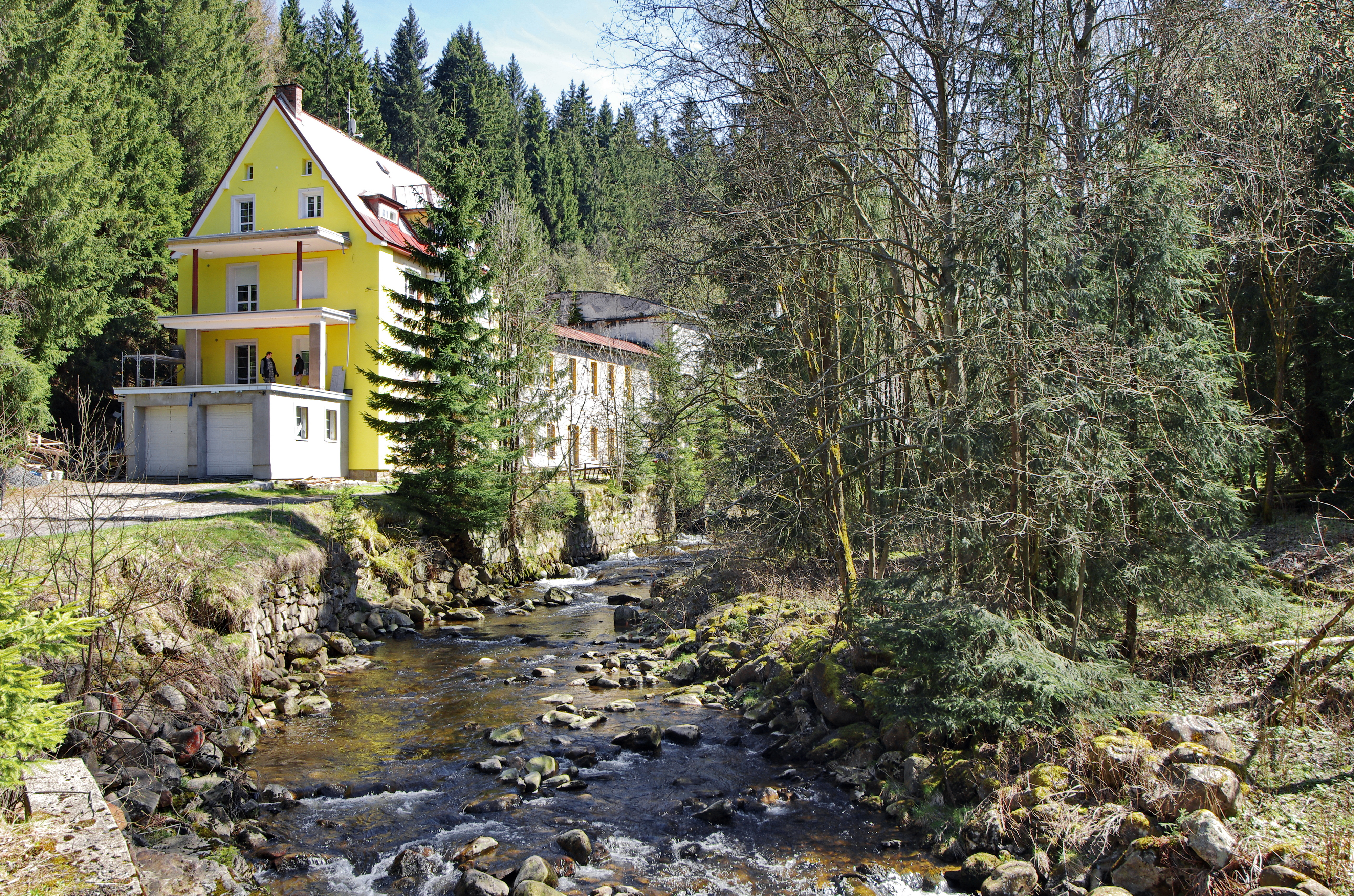
Říčka Černá v Potůčkách u papírny
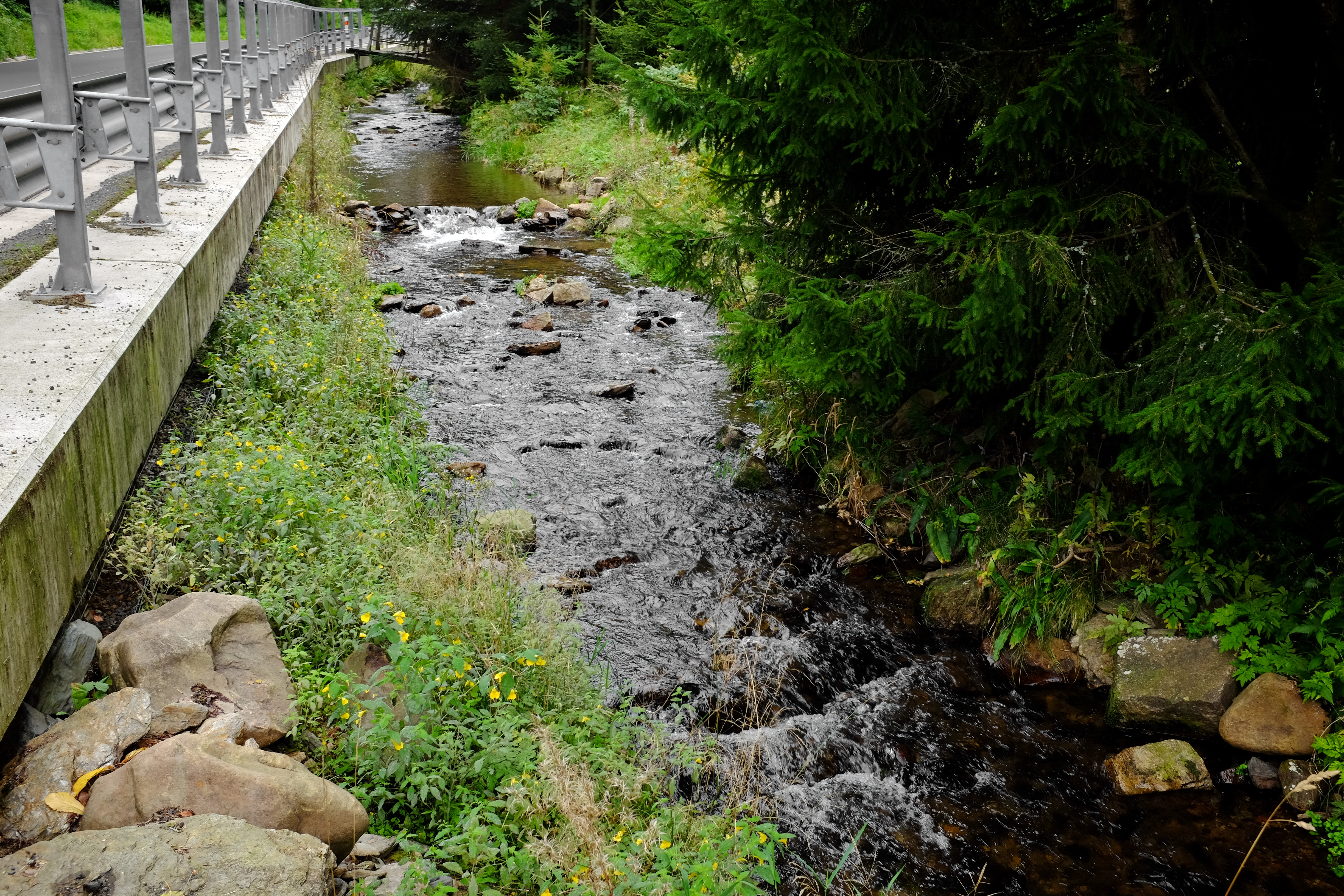
Blatenský potok v Potůčkách
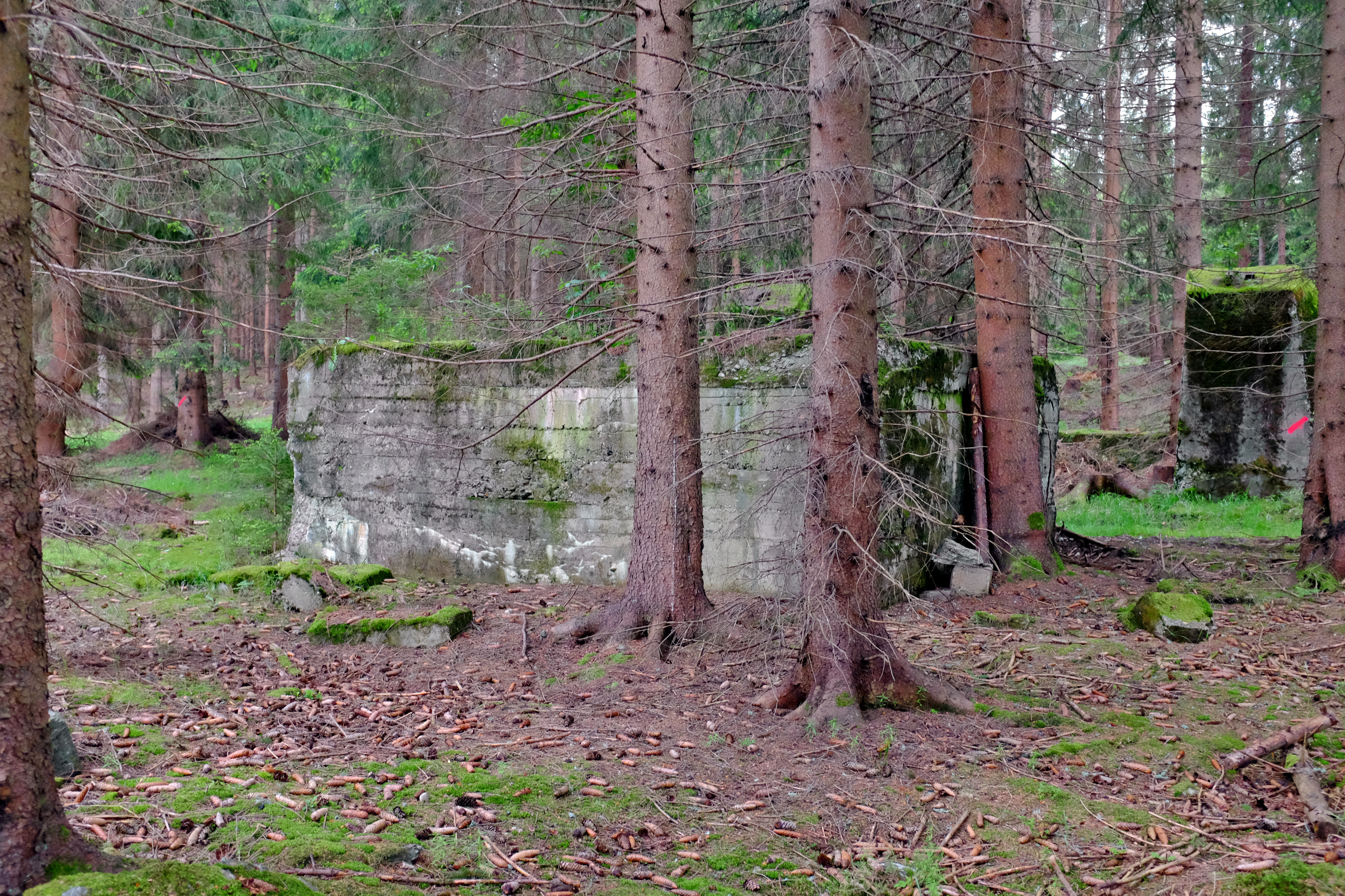
Pozůstatky uranové šachty Mír